# Gruta de Huagapo
La gruta de Huagapo se encuentra ubicada a 3.572 m s. n. m. en el distrito de Palcamayo, Tarma. Es considerada como una de las más profundas de Sudamérica.

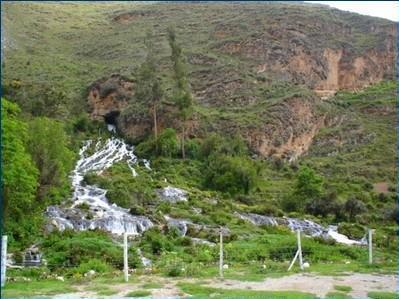
La Gruta de Guagapo en Tarma, la más grande de Sudamérica.

Para poder visitarla se puede llegar por estos dos accesos o carreteras: es de Lima (Capital de la República del Perú), La Oroya, Tarma, Acobamba, Palcamayo y la Gruta de Huagapo. El otro acceso es Lima, La Oroya, Condorin, San Pedro de Cajas y Huagapo.
La gruta está situada en el cerro Racasmarca y la dimensión de la entrada es de 18.90 metros de alto aproximadamente por 33.50 metros de ancho, en la parte lateral derecha tiene un túnel de 100 metros aproximadamente por donde desemboca sus aguas y éstas a su vez forman unas sin fin de cascadas que parecen un velo de una novia (Siendo mejor vistas en la época de febrero, marzo y abril).
Su nombre procede de dos voces quechuas: Huaga y Apu, la primera, significa "lágrimas"; la segunda," poderoso" formando así: "lágrimas del poderoso".
La abertura de la boca de la gruta es de 18.90 por 33.50 metros, en su interior posee estalactitas y estalagmitas, en mil formas, como el león la virgen y otros además de pinturas rupestres de animales como una llama, taruka, guanaco, serpiente, gusano y algunas escenas de caza.

## Descripción
La gruta de Guágapo, es considerada como una de las más profundas del planeta tierra, ha sido visitada por espeleólogos y científicos nacionales y extranjeros, los cuales confirman su importancia y dan aviso de los muchos misterios que precisan ser descubiertos, ubicada en la falda del Cerro Racashmarca, su entrada tiene aproximadamente, 30 metros de alto por 20 de ancho.

## Historia
La gruta de Huagapo se hace conocida más o menos en el año de 1938 por un guía tarmeño Sr. José G. Otero acompañado de alumnos de Tarma. En 1965 el Sr. Modesto Castro Choque Huanca llega a vivir frente a la gruta y hoy sigue vivo y siendo guía actualmente, en 1969 llega una expedición peruana dirigida por César Morales Arnao cuyos integrantes fueron Enrique León, Tomas Guerrero, Arturo Morales y Hermilio Rojas. Logrando explorar 480 metros de profundidad.
En 1972 llega una expedición polaca del Club Wysokogorsky y hace un recorrido de 1000 metros, llegando hasta el sifón. El mismo año llega la expedición británica del Club Imperio College de Londres y logran explorar 1600 metros de profundidad.
En 1976 llega la expedición francesa del Club Aixois D, ésta expedición (Le Marbre Agir)logra ingresar y bucear el sifón por primera vez. Porque contaba con todos los implementos necesarios para dicha hazaña.
En 1988 Llega la expedición peruana (Ceespe y mundo submarino) llegando a hacer un recorrido de 2000 metros de profundidad.
En el año de 1989 ingresan por segunda vez la expedición (Ceespe y mundo submarino) llegando a ingresar a 2.200 metros de profundidad y la expedición peruana francesa logró llegar a los 2.747 metros que hoy se conoce la expedición fue en 1994.

## Leyenda
Huagapo la Gruta que llora. Los primeros pobladores de Palcamayo que se habían asentado en Racasmarca eran Personas muy laboriosas, unidas, cumplidoras de sus deberes, obedientes y respetuosas de su Dios, el Sol. Este les prodigaba todos los beneficios. En gratitud ellos le erigieron un templo en las faldas del cerro Racasmarca, que estaba al cuidado de sacerdotes y sacerdotisas. Todas las mañanas ofrecían sacrificios de gratitud. Pero un día llegó un espíritu del mal y se apoderó de los corazones de los sacerdotes y sacerdotisas, cundió el mal, el vicio y la maldad. De allí pasó al pueblo. Los hombres se tornaron viciosos. A pesar de que su Dios les amonestaba, estos no obedecían y seguían por el camino del mal. Enfurecida la deidad ordenó su destrucción. Bajaron los servidores de Dios y destruyeron el templo. Los sacerdotes fueron convertidos en piedras y las sacerdotisas introducidas en profundos calabozos y mazmorras, en donde lloran eternamente por sus pecados. Las aguas que salen de la gruta son las lágrimas de la pecadoras y las estalagmitas son los sacerdotes.